# پریسمیان
پریسمیان (به ایتالیایی: Prysmian) شرکت چندملیتی و ایتالیایی فناوری است، که دفتر مرکزی آن در شهر میلان قرار دارد و بخشی از سهام آن در بازار بورس ایتالیا معامله می‌شود.
شرکت پریسمیان متخصص ساخت و جاگذاری انواع کابل‌ها برای بخش انرژی و مخابرات می‌باشد. این شرکت در ۵۰ کشور دارای شعبه بوده و مالک ۹۸ کارخانه تولیدی در ۲۴ کشور می‌باشد، همچنین دارای ۲۲ مرکز تحقیق و توسعه، در سراسر جهان است.
این شرکت در سال ۱۸۷۹ با نام پیرلی کاوی سیستمی تأسیس شد، در سال ۲۰۰۵ گروه پیرلی این شرکت را به گلدمن ساکس فروخت، که از آن سال تا کنون با نام فعلی فعالیت می‌کند.
گلدمن ساکس در پایان سال ۲۰۰۹ تصمیم گرفت سهام پریسمیان را در بازار بورس به فروش برساند. در ابتدای سال ۲۰۱۰ تقریبأ تمامی سهام خود در این شرکت را در فروش اولیه سهام واگذار کرد و آن پس تاکنون این شرکت به‌عنوان یکی از بزرگترین شرکت‌های عمومی در ایتالیا به‌شمار می‌آید.